# Covelo (California)
Covelo es un lugar designado por el censo en el condado de Mendocino en el estado estadounidense de California. En el año 2000 tenía una población de 1,175 habitantes y una densidad poblacional de 63.5 personas por km².

## Geografía
Covelo se encuentra ubicado en las coordenadas 39°47′35″N 123°14′53″O / 39.79306, -123.24806. Según la Oficina del Censo, la ciudad tiene un área total de 18,5 km² (7,1 mi²), de la cual 18,5 km² (7,1 mi²) es tierra y 0 km² (0 mi²) (0%) es agua.

## Demografía
Según la Oficina del Censo en 2000 los ingresos medios por hogar en la localidad eran de $27,639, y los ingresos medios por familia eran $31,875. Los hombres tenían unos ingresos medios de $21,146 frente a los $17,014 para las mujeres. La renta per cápita para la localidad era de $12,628. Alrededor del 27.1% de la población estaban por debajo del umbral de pobreza.